# Meredith Burgmann
Hon. Meredith Anne Burgmann, AM (* 26. Juli 1947 in Beecroft, Sydney, New South Wales) ist eine australische Politikwissenschaftlerin und Politikerin der Australian Labor Party (ALP), die zwischen 1991 und 2007 Mitglied im Parlament von New South Wales war und von 1999 bis 2007 als Präsidentin des dortigen Oberhauses, des Legislative Council fungierte.

## Leben
Meredith Anne Burgmann, Tochter von Victor Dudley Burgmann, ein späterer Direktor der staatlichen Forschungsbehörde CSIRO (Commonwealth Scientific and Industrial Research Organisation), und dessen Ehefrau Lorna Constance Bradbury, ist eine Enkelin von Ernest Burgmann (1885–1967), der zwischen 1934 und 1960 anglikanischer Bischof von Canberra und Goulburn war. Ihre Schwester ist die Sozialwissenschaftlerin Verity Burgmann (* 1952), die unter anderem an der Monash University und der Universität Melbourne unterrichtete und 2013 die „Ludwig Hirschfeld-Mack“-Gastprofessur für australische Studien am Institut für Englische Philologie der Freien Universität Berlin innehatte. Sie ist ferner Tante des Komikers Charles Firth sowie der Politiker Verity Firth (* 1973), die zwischen 2007 und 2011 Mitglied der Legislativversammlung sowie Ministerin in New South Wales war. Sie selbst begann nach dem Schulbesuch zunächst ein Studium der Fächer Englisch und Verwaltungswissenschaft an der Universität Sydney, welches sie 1969 mit einem Bachelor of Arts (B.A. English and Government) beendete. Ein postgraduales Studium im Fach Außenpolitik an der Universität Sydney schloss sie 1973 mit einem Master of Arts (M.A. Foreign Policy) ab und war im Anschluss als Lektorin für Politikwissenschaft an der Macquarie University, an der sie 1981 im Fach Industrielle Beziehungen einen Doctor of Philosophy (Ph.D.) erwarb.
Meredith Burgmann trat 1971 der Australian Labor Party (ALP) als Mitglied bei und war zwischen 1986 und 1990 Mitglied des Parteiausschusses für auswärtige Angelegenheiten sowie danach von 1990 bis 1995 Mitglied im Parteiausschuss für industrielle Beziehungen. Sie war Sprecherin der National Pay Equity Coalition, der Nationalen Koalition für Lohngerechtigkeit, und engagierte sich zudem als Mitglied in zahlreichen Organisationen und Verbänden wie der Gewerkschaft der Beschäftigten von Hochschulen und Universitäten NTEU (National Tertiary Education Union), Amnesty International, Nelson Mandela Foundation, der Gesellschaft für Studien zur Geschichte der Arbeiterbewegung ASSLH (Australian Society for the Study of Labour History), der Women’s International League for Peace and Freedom (WILPF), der ältesten internationalen Frauen-Friedensorganisation der Welt, der Denkfabrik Evatt Foundation, Greenpeace, der Umweltstiftung ACF (Australian Conservation Foundation), der Naturschutzorganisation (Wilderness Society) sowie dem Australian-Football-Verein Sydney Swans.
Am 25. Mai 1991 wurde Meredith Burgmann für die ALP erstmals Mitglied im Parlament von New South Wales und war bis zum 23. März 2007 Mitglied des dortigen Legislativrates (NSW Legislative Council), des Oberhauses des Parlaments. Während ihrer Parlamentszugehörigkeit war sie zwischen dem 1. Januar 1995 und dem 1. Januar 1999 Vertreterin des Legislativrates im Rat der University of New South Wales (UNSW) sowie vom 24. Mai 1995 bis zum 3. Februar 1999 Vorsitzende des Ständigen Ausschusses für parlamentarische Privilegien und Ethik (Standing Committee on Parliamentary Privilege and Ethics). Als Nachfolgerin von Virginia Chadwick von der Liberal Party of Australia wurde sie am 11. Mai 1999 schließlich selbst President of the New South Wales Legislative Council und war damit bis zu ihrer Ablösung durch  Peter Primrose von der Australian Labor Party am 2. März 2007 Präsidentin des Oberhauses. Aus Anlass des 100-jährigen Bestehens des Australischen Bundes wurde sie am 1. Januar 2001 mit der Centenary Medal ausgezeichnet.
Nach ihrem Ausscheiden aus Parlament wurde sie im September 2008 Mitglied des Sydney City Council, des Stadtrates von Sydney. Für bedeutende Verdienste um die Menschen und das Parlament von New South Wales wurde sie zudem im Rahmen des „Australia Day“ am 26. Januar 2020 auch Mitglied des Order of Australia (AM). Aus ihrer 1985 geschlossenen und 1990 geschiedenen Ehe mit Glen Batchelor ging ein Sohn hervor.

## Veröffentlichungen
- Green bans, red union. Environmental activism and the New South Wales Builders Labourers’ Federation, Mitautorin Verity Burgmann, Sydney 1998
- The Ernies book. 1000 terrible things Australian men have said about women, Mitautorin Yvette Borup Andrews, Crows Nest 2007
- Dirty secrets. Our ASIO files, Sydney 2014
- Radicals remembering the sixties, Mitautorin Nadia Wheatley, 2021